# 慕容吐谷浑
慕容吐谷渾（246年—317年），是吐谷渾的建立者，他是鮮卑部落首领慕容涉歸庶長子，前燕建立者慕容皝之父慕容廆之庶兄。在位期間為283年至317年。
與慕容廆兩人原本感情良好。因慕容廆被挑撥，漸次疏遠，有一次更以馬匹互咬為由與慕容吐谷渾爭執，後慕容吐谷渾表示求去，雖慕容廆致歉修好，但慕容吐谷渾認為嫌隙已生，決心求去。据《晋书》所载，慕容吐谷浑决意西去的原因是其父慕容涉归曾占卜他会有两个儿子兴旺发达（也就是说除了嫡子慕容廆外应当还有一支），眼下因马匹互咬而被迫出走别处发展当是天意，且当场又卜一卦让马匹决定去留，结果马匹全部向西，於是在283年率所部一千七百戶（又作七百户）西遷到今內蒙古自治區陰山。313年左右，慕容吐谷渾又從陰山南下，率部西南度陇山，至隴西之地枹罕（今甘肅省臨夏）。以此為根據地，子孫相承，向南、北、西三面拓展，統治今青海省、甘肅省南部、四川省西北等地的氐、羌民族。317年，慕容吐谷渾逝世，由他的長子吐延繼位，至其孙叶延时，开始以吐谷浑作为姓氏、族名、国号。
| 前任： - | 吐谷渾首領 在位期間283年－317年 | 繼任： 吐延 |